# Крошново
Кро́шново — деревня в Плюсском районе Псковской области. Входит в сельское поселение Плюсская волость.

## География
Деревня расположена в 16 км (по дорогам) северо-восточнее районного центра — посёлка Плюсса.

## Население
Численность населения деревни составляла 46 жителей по оценке на конец 2000 года
В деревне 42 дома. Планировка — дугообразная улица, обращённая концами на север. Застройка двухсторонняя, деревянными домами. Часть домов расположена отдельно и образует «хутор». В центре деревни имеется колодец с качественной питьевой водой.

## История
В XIX веке деревня входила в приход церкви Святителя и Чудотворца Николая в селе Модолицы Лужского уезда Санкт-Петербургской епархии.
Во время Великой Отечественной войны деревня была оккупирована и освобождена в феврале 1944 года.

## Транспорт
Ближайшая железнодорожная станция (Лямцево) находится на расстоянии 2 км.
Связь с районным центром осуществляется по просёлочной дороге.